# John Bull (symbool)

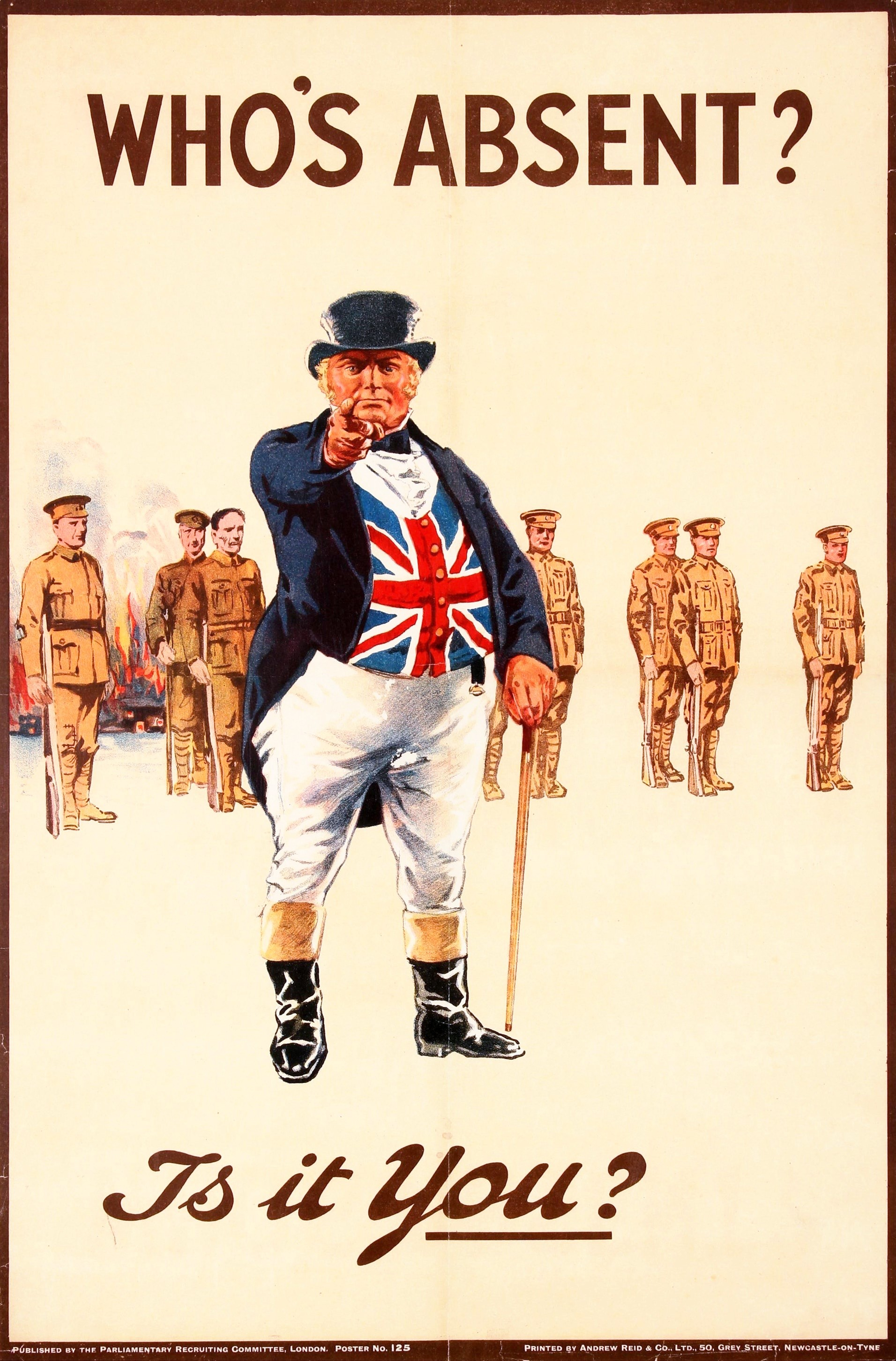
Wervingsfolder uit de Eerste Wereldoorlog

John Bull is een denkbeeldige figuur die het Verenigd Koninkrijk en in het bijzonder Engeland representeert. In die zin is hij te vergelijken met de Amerikaanse Uncle Sam. In spotprenten en karikaturen wordt hij voorgesteld als een welvarende achttiende-eeuwse boer. Naast Bull wordt ook Lady Britannia gebruikt als symbool voor Engeland en het Verenigd Koninkrijk.
De Schotse wetenschapper, dokter en politieke hekeldichter John Arbuthnot (1667-1735) is de eerste die de figuur John Bull ten tonele voert.
Meestal wordt Bull voorgesteld als een kloeke man in een jacquet, een kniebroek en een vest met de Union Jack als opdruk. Hij draagt ook een hoge hoed en wordt dikwijls vergezeld door een buldog. Zijn omvang en rozige bolle wangen wijzen op zijn welvarendheid en zijn goede gezondheid.
Tijdens de napoleontische oorlogen werd Bull het nationale symbool voor vrijheid, getrouwheid aan de koning en aan het vaderland en van weerstand ten overstaan van de Franse agressie. Later werd hij ook assertiever op het vlak van de binnenlandse politiek, door zijn bereidheid om de koninklijke familie en de overheid te bekritiseren. Zo gaf hij diegenen die buiten het traditionele politieke proces vielen een stem. Tijdens de Tweede Wereldoorlog werd Bull nog veelvuldig opgevoerd, maar vanaf de jaren 1950 verdween hij steeds meer uit de schijnwerpers. Toch dragen vele Engelsen John Bull een warm hart toe, als personificatie van het Engelse nationale karakter dat gekenmerkt zou worden door eerlijkheid, generositeit, oprechtheid, levenslustigheid en een bereidheid om op te komen en te vechten voor waar men in gelooft.